# Smeđi medvjed
Smeđi medvjed (Ursus arctos) zvijer je iz porodice medvjeda. Ova vrsta ima više podvrsta, između ostalih to su europski smeđi medvjed (U. a. arctos), grizli (U. a. horribilis) i kodijak (U. a. middendorffi). 
Nekad je smeđi medvjed živio u cijeloj Euroaziji i Sjevernoj Americi osim Islanda i sredozemnih otoka Sardinije, Korzike i Cipra. Danas je praktički istrijebljen u zapadnoj Europi, a živi u središnjoj i istočnoj Europi te u Skandinaviji. Preostale populacije male su i međusobno odvojene. Rijetka je i zaštićena vrsta.

## Osnovne značajke

### Opis i prehrana
Smeđi medvjed ima zdepasto tijelo koje završava kratkim repom, šiljatu njušku, zaobljene uši i oštre zube. Može odvući plijen težak 300 kilograma. Po prehrani je svežder. Hrani se drugim životinjama (kukcima, ribama, strvinom i malim sisavcima) jagodama i travom, a katkad i većim životinjama, npr. jelenima i bizonima. Odrasli smeđi medvjedi dosta variraju u masi s obzirom na stanište, godišnje doba i spol; u prosjeku ona je oko 120 kg za ženke i 250 kg za mužjake. Podvrsta grizliji mogu biti znatno teži. Dugački su od 2 do 3,3 metra. Kada se usprave na stražnje noge mogu biti visoki do 380 centimetara. U ramenima su visoki od 100 do 180 cm, a ljeti se udebljaju za 180 kg. Prosječni teritorij svake jedinke iznosi 250 kvadratnih km, a ove životinje vode usamljenički život (osim doba parenja koje počinje u kasnom svibnju a završava u ranom srpnju). Ne spava pravi zimski san jer se lako može probuditi.

### Razmnožavanje
Ženke su sposobne razmnožavati se u dobi od 5 do 7 godina, a mužjaci nekoliko godina kasnije. Obično se kote dva mladunca (katkad samo jedan ali i više od 2) koji su slijepi.

## Podvrste
- Ursus arctos arctos, Europski smeđi medvjed
- Ursus arctos alascensis
- Ursus arctos beringianus, Sibirski smeđi medvjed
- Ursus arctos californicus
- Ursus arctos collaris
- Ursus arctos crowtheri Atlaski medvjed
- Ursus arctos dalli
- Ursus arctos gyas
- Ursus arctos horribilis, grizli
- Ursus arctos isabellinus, Himalajski smeđi medvjed
- Ursus arctos lasiotus
- Ursus arctos middendorffi, kodijak
- Ursus arctos pruinosus, Tibetanski plavi medvjed
- Ursus arctos sitkensis
- Ursus arctos stikeenensis
- Ursus arctos syriacus, Sirijski smeđi medvjed

## Vanjske poveznice
- Brown Bear images iz British Columbije, Aljaske i Yellowstonea.
- Brown Bear- National Geographic